# Мадемуазель де Бель-Иль
«Мадемуазель де Бель-Иль» (фр. Madamoiselle de Belle-Isle) — историческая комедия Александра Дюма-отца, написанная им совместно с Александром Колонна-Валевским и впервые поставленная на сцене в 1839 году.

## Сюжет
Действие пьесы происходит во Франции в 1726 году. Герцог Ришелье заключает пари с компанией молодых дворян о том, что в ближайшую ночь сделает своей любовницей первую даму, которая попадётся им на глаза. Это оказывается юная мадемуазель де Бель-Иль, невеста участника пари шевалье д'Обиньи, приехавшая хлопотать за отца, заключённого в Бастилии. Её берёт под своё покровительство маркиза де При, фаворитка герцога де Бурбон: она устраивает для девушки встречу с отцом, а сама ночует в её спальне во дворце, где делит ложе с Ришелье. Последний, уверенный, что провёл ночь с мадемуазель де Бель-Иль, рассказывает о своей победе, д'Обиньи верит ему и требует от невесты объяснений, но та связана словом, данным маркизе. В финале маркиза открывает Ришелье глаза на случившееся, и тот признаёт, что проиграл пари.

## Создание и оценки
Александр Дюма-отец написал «Мадемуазель де Бель-Иль» совместно с Александром Колонна-Валевским. Премьера состоялась в Комеди Франсез 2 апреля 1839 года, заглавную роль сыграла мадемуазель Марс. Пьесу высоко оценил Сент-Бёв, который обычно резко критиковал драматургию Дюма: он охарактеризовал «Мадемуазель де Бель-Иль» как «живую и остроумную комедию», «неожиданный, блестящий и лёгкий успех».
Для Дюма это была первая историческая комедия. Здесь он впервые обратился к эпохе Людовика XV, которой позже посвятил ряд пьес и романов (в некоторых из этих произведений снова появляется герцог Ришелье). «Мадемуазель де Бель-Иль» стала первой частью условной трилогии, продолженной пьесами «Брак при Людовике XV» (1841) и «Молодость Людовика XV» (1854).